# Dmitri Chtcherbatchiov
Pour les articles homonymes, voir Chtcherbatchiov.
Dmitri Grigorievitch Chtcherbatchiov (en russe : Дмитрий Григорьевич Щербачёв) est un général russe, né en 1857 dans la propriété familiale proche de Rouza, décédé en 1932 à Nice, combattant de la Première Guerre mondiale puis dans les Armées blanches.

## Biographie et carrière militaire
Il appartient à une famille de la noblesse inscrite dans le gouvernement de Saint-Pétersbourg. Il est le fils aîné du général-major Grigori Chtcherbatchiov (1823-1899), essayiste et cofondateur du journal Lecture populaire. Dimitri Grigorievitch est diplômé du corps des cadets d'Oriol (1873) que son père dirigea de 1867 à 1872.
D'une formation d'artillerie, il est sorti de l'école d'artillerie Michel et sert dans une unité d'artillerie à cheval puis dans l'artillerie à cheval de la Garde le 30 août 1877. Il est diplômé de l'École militaire d'état-major Nicolas en 1884 pour être versé dans le Régiment des chasseurs de la garde, il passe le 28 septembre 1898 comme chef d'état-major de la 2e division d'infanterie de la Garde ; passe commandant du 145e régiment d'infanterie de Novotcherkassk puis le 10 mai 1903 commandant du Régiment de la Garde Pavlovski. C'est dans ce cadre qu'il participe à la répression de la Révolution russe de 1905 à la tête d'un détachement spécial des Gardes et à la fusillade de la Perspective Nevski ce qui lui valut de faire partie de la suite Sa Majesté.
Il devient ensuite le commandant de la 1re brigade d'infanterie de Finlande en 1906 avant de passer à la tête de l'École militaire d'état-major Nicolas pour tirer les enseignements de la Guerre russo-japonaise et y faire entrer de nouveaux enseignants.
À partir du 24 janvier 1907, il est chef de l'Académie militaire Nicolas. Sous la direction du général Chtcherbatchiov, l'Académie entreprend des réformes en tenant compte de l'expérience de la Guerre russo-japonaise qu’elle a connue. À partir de 1912, il est nommé commandant du 9ème corps d'armée, avec lequel il a participé à la Première Guerre mondiale.

## Famille
Son épouse est Nadejda Alexandrovna Mariná - (1.03.1872, Saint-Pétersbourg - 27.08.1962, Nice), est la fille du major-général Alexandre Apollonovitch Marina (1824-1901) et de la comtesse Sofia Mikhaïlovna Tsoukato. Lors de son exil en France, elle vit à Nice. Entre  les années 1920 et 1930 elle est élue présidente du comité Jour de l'enfant russe à Nice. Elle est enterrée au cimetière de Caucade (cimetière russe de Nice)
De cette union sont issus :
- Ekaterina Dmitrievna (15 août 1892, Saint-Pétersbourg - 05/03/1980, Buenos Aires, Argentine). Elle est mariée au colonel du régiment de sapeurs-pompiers Alexandre Alexandrovitch Vadine, fils du général-major Alexandre Nikolaïevitch Vadine (1866-1946). En exil, elle vit en Belgique, puis en Argentine.

- Sofia Dmitrievna (9 juin 1894, Saint-Pétersbourg - 10 juin 1989, Bruxelles, Belgique), deuxième épouse (depuis le 9 septembre 1916 (divorcée le 13 août 1923)) du major général E. G. de Wahl. Elle est enterrée à Nice.

- Alexandre Dmitrievitch (08.20.1899 - 30.01.1958, Vorkouta); diplômé du Corps des Pages (1916) et, dès 1917, fait partie du régiment d'artillerie de la garde, il est l'aide de camp personnel du chef d'état-major des armées du front roumain; En 1918, il fut transféré dans la réserve et vit dans l'émigration jusqu'en mai 1945 à Prague. À l'arrivée des troupes soviétiques, il fut arrêté et placé en détention à Vorkouta.

- Maria Dmitrievna (30/01/1903 - 02/10/1972, Prague). Elle est mariée (du 18 juillet 1928 à Prague) à Vladimir Trefilevitch Rafalsky (le 17 juin 1886 à Saint-Pétersbourg - 05/12/1945 à Prague), secrétaire d'ambassade à Rome (1917) et à Prague (1918), où il représentait le gouvernement provisoire de la Russie; avec l'arrivée en 1945 des troupes soviétiques à Prague, il est arrêté par le NKVD de l'URSS et se suicide en se jetant par la fenêtre.

## Première Guerre mondiale

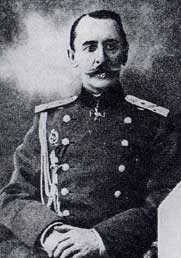
Portrait du général Chtcherbatchiov.

Il commande le IXe Corps d'infanterie à partir de 1912, sous les ordres du général Nikolaï Ivanov. Durant la bataille de Lemberg, en 1914, il met en œuvre sa tactique (le bombardement à outrance de la première ligne ennemie comme le voulait la doctrine française) ; il se distingue lors de la prise de Lemberg, qui lui vaut l'ordre de Saint-Georges de 4e classe, et lors du siège de Przemyśl.
En avril 1915, le général Chtcherbatchiov est nommé commandant de la 11e armée dans les Carpates (entre la 8e armée d'Alexeï Broussilov et la 9e armée de Platon Letchitski). En octobre 1915, promu général d'infanterie, il passe à la tête de la 7e armée rattachée au Front du Sud-Ouest où il se fait déborder par les ailes en appliquant la même tactique de bombardement.
Durant l'offensive Broussilov, les mêmes causes donnant les mêmes effets, plus de 20 000 soldats furent perdus dans une attaque le long de la Strypa (affluent du Dniestr). Sur l'insistance de Broussilov, il tente une seconde attaque le 4 juin 1916 avec l'obligation de résultat et les troupes du général Bothmer sont refoulées. Grâce à cette percée, l'étoile de Chtcherbatchiov se remet à briller et il prend le 11 avril 1917 le commandement du front roumain, fort de quatre armées russes et deux armées roumaines, en remplacement d'Andreï Zaïontchkovski. Il reprend part à la bataille de Mărăști en juillet 1917 mais le gouvernement Kerenski bloque l'exploitation de cette avance. L'offensive de la 11e armée allemande d'August von Mackensen est toutefois repoussée à la bataille de Mărășești.

## La guerre civile

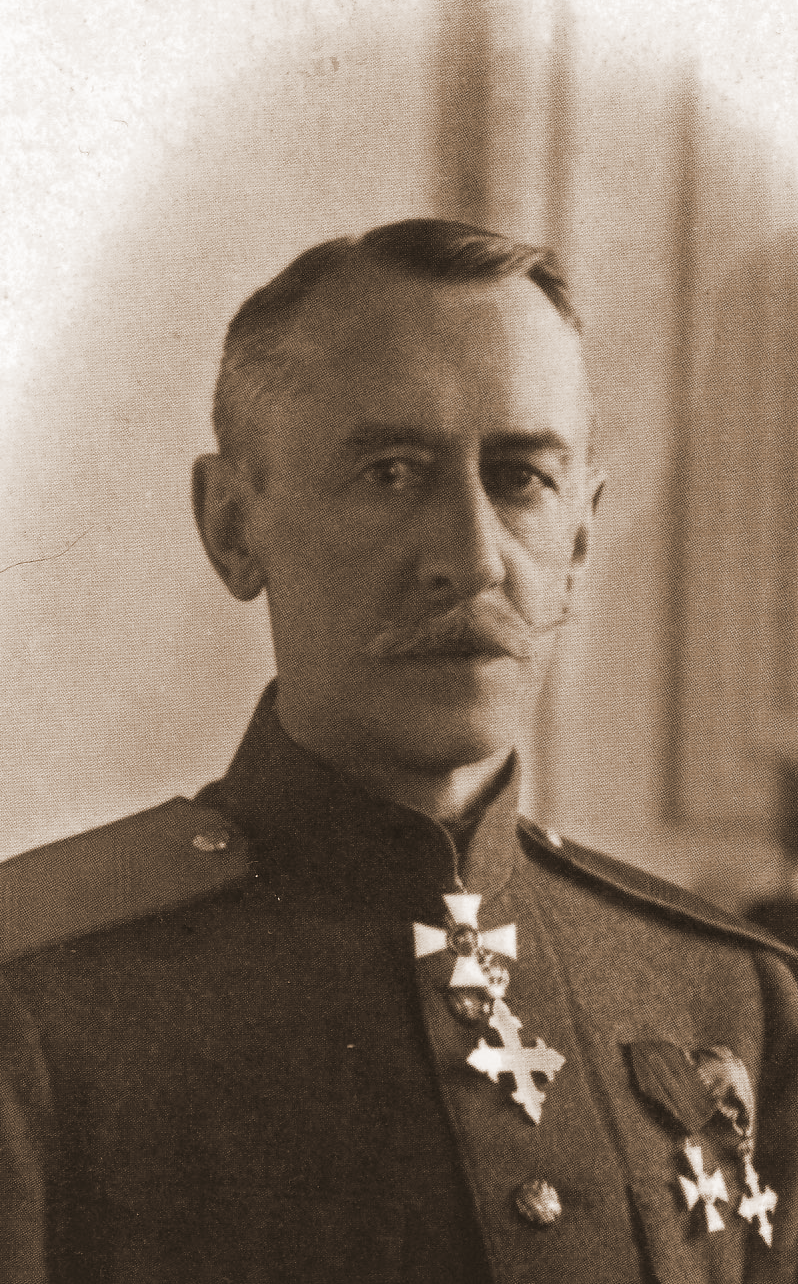
Portrait en 1930.

Après la révolution d'Octobre, Chtcherbatchiov parvient à maintenir l'ordre sur le front roumain et récuse le nouveau pouvoir. Il est en contact avec le général Alexeïev pour former une organisation de volontaires. Il a le soutien de Henri Berthelot qui opère à Iași. Il entame des pourparlers avec Mackensen et les Austro-Hongrois en décembre 1917 pour un cessez-le-feu. Pendant ce temps, il pousse son avantage[Quoi ?] et celui des Roumains en envahissant la Bessarabie. La politique roumaine et les événements en Russie l'amenèrent à démissionner de son commandement le 18 avril 1918. Il se retire alors dans une propriété offerte par le roi de Roumanie. Après la capitulation allemande, il rencontre Berthelot à Bucarest et reçoit la grand-croix de l'ordre national de la Légion d'honneur pour son action. Il obtient également le soutien allié pour les troupes blanches. Il fut nommé représentant des troupes russes auprès des Alliés et œuvra pour l'union des forces blanches (Armée des volontaires et Armée du Don).
Il rejoint la France en 1919 où il travaille au ravitaillement des Armées blanches, au recrutement de soldats et est confirmé dans son poste par Alexandre Koltchak. En désaccord avec le général Wrangel il démissionne de ses fonctions en mai 1920.
Il s'installe alors à Nice avec une pension roumaine. Il meurt le 18 janvier 1932 et est enterré avec les honneurs militaires rendu par les Chasseurs alpins, le maréchal Constantin Prezan pour l'armée roumaine, le général Wari représentant la France, de nombreux collègues russes dans le cimetière orthodoxe de Caucade.